# Serie A2 2023-2024 (pallavolo femminile)
La Serie A2 2023-2024, 47ª edizione della seconda serie del campionato di pallavolo femminile, si è svolta dall'8 ottobre 2023 al 25 aprile 2024: al torneo hanno partecipato venti squadre di club italiane.

## Regolamento

### Formula
Le venti squadre, suddivise in due gironi, hanno disputato un girone all'italiana, con gare di andata e ritorno, per un totale di diciotto giornate; al termine della regular season:
- Le prime cinque classificate di ogni girone hanno disputato la pool promozione, strutturata con un girone all'italiana con gare di andata e ritorno, dove le squadre hanno incontrato le formazioni non incontrate nella regular season, per un totale di ulteriori dieci giornate, mantenendo tutti i punti conseguiti nella regular season: la prima classificata è stata promossa in Serie A1.
- Le squadre classificate dal secondo al quinto posto della pool promozione hanno disputato i play-off promozione, con semifinali e finale giocati al meglio di due vittorie su tre gare, con gara-1 ed eventuale spareggio in casa della migliore classificata: la vincitrice è promossa in Serie A1.
- Le squadre classificate dal sesto al decimo posto di ciascun girone hanno acceduto alla pool salvezza, strutturata con un girone all'italiana con gare di andata e ritorno, dove le squadre hanno sfidato solamente le formazioni non incontrate nella regular season per un totale di ulteriori dieci giornate, mantenendo tutti i punti in classifica ottenuti negli incontri già disputati nella prima fase. Le ultime cinque classificate sono retrocesse in Serie B1[1].

### Criteri di classifica
Se il risultato finale è stato di 3-0 o 3-1 sono stati assegnati 3 punti alla squadra vincente e 0 a quella sconfitta, se il risultato finale è stato di 3-2 sono stati assegnati 2 punti alla squadra vincente e 1 a quella sconfitta.
L'ordine del posizionamento in classifica è stato definito in base a:
- Punti;
- Numero di partite vinte;
- Ratio dei set vinti/persi;
- Ratio dei punti realizzati/subiti.

## Squadre partecipanti
Le squadre retrocesse dalla Serie A1 sono state l'Helvia Recina e la Wealth Planet Perugia, mentre quelle promosse dalla Serie B1 sono state Bologna, Fratte, Melendugno, Vallecamonica Sebino e Volta.
Tra le squadre aventi diritto:
- l'Idea Sassuolo ha rinunciato all'iscrizione[2];
- la Libertas Martignacco ha rinunciato all'iscrizione[3];
- il Volta ha ceduto il titolo alla Beach World Pescara[4], la quale è stata ammessa, dopo ricorso alla Corte Federale di Appello[5], in Serie A2.

### Girone A
| Club                  | Stagione | Città                   | Impianto               | Stagione precedente                                                           |
| --------------------- | -------- | ----------------------- | ---------------------- | ----------------------------------------------------------------------------- |
| Alba                  | dettagli | Albese con Cassano      | PalaFrancescucci       | 7ª in Serie A2 (girone A); 2ª in pool salvezza                                |
| Beach World Pescara   | dettagli | Pescara                 | PalaRoma               | -                                                                             |
| Bologna               | dettagli | Bologna                 | PalaMarani             | 1ª in Serie B1 (girone D); vincitrice play-off promozione                     |
| Fratte                | dettagli | Santa Giustina in Colle | Palazzetto dello Sport | 1ª in Serie B1 (girone C); vincitrice play-off promozione                     |
| Futura Giovani        | dettagli | Busto Arsizio           | PalaBorsani            | 4ª in Serie A2 (girone A); 8ª pool promozione                                 |
| Millenium Brescia     | dettagli | Brescia                 | PalaGeorge             | 2ª in Serie A2 (girone A); 4ª pool promozione; finale play-off promozione     |
| Sant'Anna             | dettagli | Messina                 | PalaRescifina          | 9ª in Serie A2 (girone B); 4ª pool salvezza                                   |
| Soverato              | dettagli | Soverato                | PalaScoppa             | 6ª in Serie A2 (girone B); 11ª pool promozione                                |
| Talmassons            | dettagli | Talmassons              | Palazzetto dello Sport | 3ª in Serie A2 (girone B); 5ª pool promozione; semifinali play-off promozione |
| Wealth Planet Perugia | dettagli | Perugia                 | PalaEvangelisti        | 13ª in Serie A1                                                               |

### Girone B
| Club                 | Stagione | Città                     | Impianto                            | Stagione precedente                                                           |
| -------------------- | -------- | ------------------------- | ----------------------------------- | ----------------------------------------------------------------------------- |
| Adolfo Consolini     | dettagli | San Giovanni in Marignano | Palazzetto dello Sport              | 2ª in Serie A2 (girone B); 3ª pool promozione; semifinali play-off promozione |
| Esperia              | dettagli | Cremona                   | PalaRadi                            | 8ª in Serie A2 (girone A); 1ª pool salvezza                                   |
| Helvia Recina        | dettagli | Macerata                  | PalaFontescodella                   | 14ª in Serie A1                                                               |
| Hermaea              | dettagli | Olbia                     | Geopalace                           | 6ª in Serie A2 (girone A); 12ª pool promozione                                |
| Lecco Picco          | dettagli | Lecco                     | PalaBione                           | 9ª in Serie A2 (girone A); 3ª pool salvezza                                   |
| Melendugno           | dettagli | Melendugno                | Palasport San Giuseppe da Copertino | 1ª in Serie B1 (girone E); play-off promozione                                |
| Mondovì              | dettagli | Mondovì                   | PalaManera                          | 5ª in Serie A2 (girone A); 7ª pool promozione                                 |
| Montecchio Maggiore  | dettagli | Montecchio Maggiore       | PalaFerroli                         | 4ª in Serie A2 (girone B); 6ª pool promozione                                 |
| Offanengo            | dettagli | Offanengo                 | PalaCoim                            | 10ª in Serie A2 (girone A); 5ª pool salvezza                                  |
| Vallecamonica Sebino | dettagli | Costa Volpino             | Pala CBL                            | 1ª in Serie B1 (girone B); play-off promozione                                |

## Torneo

### Regular season

#### Girone A

##### Risultati
| Prima giornata |                                           |     |                                   |
|                |                                           |     |                                   |
| 08-10          | Wealth Planet Perugia - Millenium Brescia | 3-2 | 22-25, 22-25, 25-18, 25-14, 15-8  |
| 08-10          | Talmassons - Bologna                      | 3-2 | 19-25, 25-21, 25-20, 19-25, 15-9  |
| 08-10          | Alba - Futura Giovani                     | 0-3 | 26-28, 21-25, 20-25               |
| 08-10          | Fratte - Sant'Anna                        | 2-3 | 25-17, 25-21, 14-25, 20-25, 13-15 |
| 08-10          | Beach World Pescara - Soverato            | 0-3 | 22-25, 22-25, 28-30               |

| Seconda giornata |                                      |     |                            |
|                  |                                      |     |                            |
| 16-10            | Millenium Brescia - Fratte           | 3-0 | 25-20, 25-20, 25-19        |
| 15-10            | Futura Giovani - Beach World Pescara | 3-0 | 25-19, 25-17, 25-22        |
| 15-10            | Soverato - Talmassons                | 0-3 | 17-25, 17-25, 18-25        |
| 15-10            | Sant'Anna - Alba                     | 3-1 | 15-25, 30-28, 25-22, 25-20 |
| 15-10            | Bologna - Wealth Planet Perugia      | 0-3 | 21-25, 22-25, 23-25        |

| Terza giornata |                                         |     |                                   |
|                |                                         |     |                                   |
| 22-10          | Talmassons - Wealth Planet Perugia      | 2-3 | 18-25, 25-19, 19-25, 28-26, 11-15 |
| 22-10          | Alba - Soverato                         | 3-1 | 25-20, 28-26, 22-25, 25-10        |
| 22-10          | Sant'Anna - Bologna                     | 3-0 | 25-21, 26-24, 25-22               |
| 22-10          | Fratte - Futura Giovani                 | 0-3 | 17-25, 25-27, 20-25               |
| 22-10          | Beach World Pescara - Millenium Brescia | 1-3 | 16-25, 16-25, 25-23, 24-26        |

| Quarta giornata |                                |     |                                  |
|                 |                                |     |                                  |
| 29-10           | Wealth Planet Perugia - Fratte | 3-0 | 25-18, 25-11, 25-5               |
| 29-10           | Millenium Brescia - Soverato   | 3-0 | 25-19, 25-21, 25-19              |
| 28-10           | Talmassons - Sant'Anna         | 3-2 | 29-27, 16-25, 25-14, 19-25, 15-9 |
| 29-10           | Bologna - Futura Giovani       | 1-3 | 21-25, 25-22, 22-25, 21-25       |
| 29-10           | Beach World Pescara - Alba     | 0-3 | 21-25, 13-25, 17-25              |

| Quinta giornata |                                  |     |                                   |
|                 |                                  |     |                                   |
| 01-11           | Millenium Brescia - Alba         | 3-2 | 22-25, 19-25, 27-25, 25-17, 15-11 |
| 02-11           | Futura Giovani - Talmassons      | 3-0 | 25-18, 25-21, 25-22               |
| 01-11           | Soverato - Wealth Planet Perugia | 0-3 | 19-25, 15-25, 17-25               |
| 01-11           | Sant'Anna - Beach World Pescara  | 3-0 | 27-25, 25-14, 25-15               |
| 01-11           | Fratte - Bologna                 | 0-3 | 30-32, 20-25, 22-25               |

| Sesta giornata |                                             |     |                                   |
|                |                                             |     |                                   |
| 05-11          | Futura Giovani - Millenium Brescia          | 3-0 | 25-16, 25-18, 25-15               |
| 05-11          | Alba - Bologna                              | 3-2 | 25-19, 22-25, 25-20, 18-25, 15-12 |
| 05-11          | Sant'Anna - Soverato                        | 3-0 | 27-25, 25-18, 25-18               |
| 05-11          | Fratte - Talmassons                         | 0-3 | 19-25, 16-25, 16-25               |
| 05-11          | Beach World Pescara - Wealth Planet Perugia | 0-3 | 10-25, 15-25, 17-25               |

| Settima giornata |                                        |     |                            |
|                  |                                        |     |                            |
| 11-11            | Wealth Planet Perugia - Futura Giovani | 3-0 | 25-23, 25-18, 25-16        |
| 12-11            | Millenium Brescia - Sant'Anna          | 0-3 | 23-25, 21-25, 16-25        |
| 12-11            | Talmassons - Alba                      | 3-0 | 25-19, 25-22, 25-23        |
| 12-11            | Soverato - Fratte                      | 3-1 | 25-19, 17-25, 25-16, 25-13 |
| 12-11            | Bologna - Beach World Pescara          | 3-1 | 25-19, 25-15, 21-25, 28-26 |

| Ottava giornata |                                   |     |                                  |
|                 |                                   |     |                                  |
| 19-11           | Millenium Brescia - Bologna       | 3-0 | 25-15, 25-23, 25-22              |
| 19-11           | Soverato - Futura Giovani         | 2-3 | 25-20, 25-23, 24-26, 19-25, 8-15 |
| 19-11           | Alba - Fratte                     | 3-0 | 25-19, 25-16, 25-19              |
| 19-11           | Sant'Anna - Wealth Planet Perugia | 0-3 | 22-25, 25-27, 19-25              |
| 19-11           | Beach World Pescara - Talmassons  | 0-3 | 15-25, 21-25, 22-25              |

| Nona giornata |                                |     |                                   |
|               |                                |     |                                   |
| 22-11         | Wealth Planet Perugia - Alba   | 3-0 | 25-18, 25-21, 25-14               |
| 22-11         | Talmassons - Millenium Brescia | 3-2 | 25-27, 19-25, 25-17, 25-17, 15-12 |
| 22-11         | Futura Giovani - Sant'Anna     | 3-1 | 25-14, 12-25, 25-18, 25-14        |
| 22-11         | Bologna - Soverato             | 3-1 | 25-16, 17-25, 27-25, 25-18        |
| 23-11         | Fratte - Beach World Pescara   | 3-1 | 22-25, 25-13, 25-17, 25-13        |

| Decima giornata |                                           |     |                            |
|                 |                                           |     |                            |
| 26-11           | Millenium Brescia - Wealth Planet Perugia | 0-3 | 23-25, 17-25, 20-25        |
| 25-11           | Bologna - Talmassons                      | 1-3 | 25-21, 20-25, 23-25, 23-25 |
| 26-11           | Futura Giovani - Alba                     | 3-0 | 25-14, 26-24, 25-21        |
| 26-11           | Sant'Anna - Fratte                        | 3-0 | 25-15, 25-15, 25-17        |
| 26-11           | Soverato - Beach World Pescara            | 3-0 | 25-19, 25-15, 25-18        |

| Undicesima giornata |                                      |     |                            |
|                     |                                      |     |                            |
| 03-12               | Fratte - Millenium Brescia           | 0-3 | 20-25, 23-25, 16-25        |
| 03-12               | Beach World Pescara - Futura Giovani | 0-3 | 15-25, 10-25, 17-25        |
| 03-12               | Talmassons - Soverato                | 3-1 | 21-25, 25-19, 25-20, 25-13 |
| 03-12               | Alba - Sant'Anna                     | 0-3 | 20-25, 22-25, 24-26        |
| 03-12               | Wealth Planet Perugia - Bologna      | 3-1 | 25-17, 25-13, 21-25, 25-22 |

| Dodicesima giornata |                                         |     |                                   |
|                     |                                         |     |                                   |
| 10-12               | Wealth Planet Perugia - Talmassons      | 3-1 | 27-25, 20-25, 25-18, 25-23        |
| 10-12               | Soverato - Alba                         | 0-3 | 22-25, 21-25, 26-28               |
| 10-12               | Bologna - Sant'Anna                     | 0-3 | 23-25, 20-25, 20-25               |
| 11-12               | Futura Giovani - Fratte                 | 3-1 | 25-13, 25-18, 23-25, 25-19        |
| 10-12               | Millenium Brescia - Beach World Pescara | 3-2 | 22-25, 25-22, 26-28, 25-11, 15-12 |

| Tredicesima giornata |                                |     |                                   |
|                      |                                |     |                                   |
| 17-12                | Fratte - Wealth Planet Perugia | 0-3 | 20-25, 17-25, 23-25               |
| 17-12                | Soverato - Millenium Brescia   | 3-2 | 17-25, 25-23, 24-26, 25-17, 15-13 |
| 16-12                | Sant'Anna - Talmassons         | 3-1 | 25-20, 22-25, 25-18, 25-21        |
| 17-12                | Futura Giovani - Bologna       | 3-0 | 25-20, 25-21, 25-17               |
| 17-12                | Alba - Beach World Pescara     | 3-0 | 25-19, 25-18, 25-12               |

| Quattordicesima giornata |                                  |     |                                   |
|                          |                                  |     |                                   |
| 23-12                    | Alba - Millenium Brescia         | 3-0 | 25-19, 25-12, 25-22               |
| 23-12                    | Talmassons - Futura Giovani      | 3-1 | 22-25, 25-20, 25-20, 25-22        |
| 23-12                    | Wealth Planet Perugia - Soverato | 3-0 | 25-16, 25-21, 25-19               |
| 23-12                    | Beach World Pescara - Sant'Anna  | 0-3 | 16-25, 15-25, 13-25               |
| 23-12                    | Bologna - Fratte                 | 3-2 | 18-25, 23-25, 25-21, 25-18, 18-16 |

| Quindicesima giornata |                                             |     |                            |
|                       |                                             |     |                            |
| 26-12                 | Millenium Brescia - Futura Giovani          | 0-3 | 17-25, 22-25, 18-25        |
| 26-12                 | Bologna - Alba                              | 0-3 | 13-25, 23-25, 23-25        |
| 26-12                 | Soverato - Sant'Anna                        | 0-3 | 12-25, 22-25, 20-25        |
| 27-12                 | Talmassons - Fratte                         | 3-1 | 25-19, 20-25, 25-19, 25-10 |
| 27-12                 | Wealth Planet Perugia - Beach World Pescara | 3-0 | 25-17, 25-20, 25-16        |

| Sedicesima giornata |                                        |     |                                  |
|                     |                                        |     |                                  |
| 14-12               | Futura Giovani - Wealth Planet Perugia | 3-0 | 25-22, 27-25, 25-19              |
| 07-01               | Sant'Anna - Millenium Brescia          | 3-2 | 25-22, 21-25, 20-25, 25-15, 15-6 |
| 06-01               | Alba - Talmassons                      | 3-0 | 25-23, 25-10, 25-21              |
| 07-01               | Fratte - Soverato                      | 3-1 | 25-19, 25-22, 23-25, 26-24       |
| 08-01               | Beach World Pescara - Bologna          | 1-3 | 25-21, 25-27, 25-27, 18-25       |

| Diciassettesima giornata |                                   |     |                     |
|                          |                                   |     |                     |
| 14-01                    | Bologna - Millenium Brescia       | 3-0 | 25-23, 25-22, 25-21 |
| 14-01                    | Futura Giovani - Soverato         | 3-0 | 25-18, 25-19, 25-14 |
| 14-01                    | Fratte - Alba                     | 0-3 | 22-25, 15-25, 20-25 |
| 13-01                    | Wealth Planet Perugia - Sant'Anna | 3-0 | 25-16, 25-22, 25-19 |
| 14-01                    | Talmassons - Beach World Pescara  | 3-0 | 25-15, 25-14, 25-18 |

| Diciottesima giornata |                                |     |                                   |
|                       |                                |     |                                   |
| 21-01                 | Alba - Wealth Planet Perugia   | 0-3 | 27-29, 19-25, 14-25               |
| 21-01                 | Millenium Brescia - Talmassons | 3-0 | 25-22, 25-13, 25-23               |
| 21-01                 | Sant'Anna - Futura Giovani     | 3-2 | 21-25, 25-23, 25-19, 16-25, 17-15 |
| 21-01                 | Soverato - Bologna             | 3-1 | 25-15, 25-23, 22-25, 25-20        |
| 21-01                 | Beach World Pescara - Fratte   | 1-3 | 17-25, 25-22, 21-25, 19-25        |

##### Classifica
| Pos. | Squadra               | Pt | G  | V  | P  | SV | SP | Ratio | PF    | PS    | Ratio |
| ---- | --------------------- | -- | -- | -- | -- | -- | -- | ----- | ----- | ----- | ----- |
| 1.   | Wealth Planet Perugia | 49 | 18 | 17 | 1  | 51 | 9  | 5,667 | 1 459 | 1 151 | 1,268 |
| 2.   | Futura Giovani        | 45 | 18 | 15 | 3  | 48 | 14 | 3,429 | 1 475 | 1 242 | 1,188 |
| 3.   | Sant'Anna             | 40 | 18 | 14 | 4  | 45 | 20 | 2,250 | 1 480 | 1 335 | 1,109 |
| 4.   | Talmassons            | 34 | 18 | 12 | 6  | 40 | 28 | 1,429 | 1 524 | 1 427 | 1,068 |
| 5.   | Alba                  | 30 | 18 | 10 | 8  | 33 | 27 | 1,222 | 1 375 | 1 290 | 1,066 |
| 6.   | Millenium Brescia     | 26 | 18 | 8  | 10 | 32 | 35 | 0,914 | 1 425 | 1 457 | 0,978 |
| 7.   | Bologna               | 19 | 18 | 6  | 12 | 26 | 41 | 0,634 | 1 473 | 1 550 | 0,950 |
| 8.   | Soverato              | 15 | 18 | 5  | 13 | 21 | 43 | 0,488 | 1 336 | 1 487 | 0,898 |
| 9.   | Fratte                | 11 | 18 | 3  | 15 | 16 | 48 | 0,333 | 1 271 | 1 496 | 0,850 |
| 10.  | Beach World Pescara   | 1  | 18 | 0  | 18 | 7  | 54 | 0,130 | 1 129 | 1 512 | 0,747 |

      Qualificata alla pool promozione.
      Qualificata alla pool salvezza.

#### Girone B

##### Risultati
| Prima giornata |                                     |     |                                   |
|                |                                     |     |                                   |
| 08-10          | Helvia Recina - Montecchio Maggiore | 1-3 | 25-18, 23-25, 23-25, 28-30        |
| 08-10          | Hermaea - Mondovì                   | 2-3 | 25-23, 19-25, 25-18, 18-25, 7-15  |
| 08-10          | Lecco Picco - Vallecamonica Sebino  | 2-3 | 25-21, 25-17, 20-25, 21-25, 14-16 |
| 08-10          | Offanengo - Adolfo Consolini        | 1-3 | 25-20, 18-25, 23-25, 20-25        |
| 09-10          | Melendugno - Esperia                | 1-3 | 15-25, 16-25, 27-25, 16-25        |

| Seconda giornata |                                   |     |                                   |
|                  |                                   |     |                                   |
| 15-10            | Adolfo Consolini - Hermaea        | 3-0 | 25-9, 25-16, 25-22                |
| 15-10            | Montecchio Maggiore - Lecco Picco | 3-2 | 25-19, 18-25, 22-25, 25-14, 15-13 |
| 15-10            | Mondovì - Melendugno              | 3-1 | 23-25, 25-19, 25-23, 25-23        |
| 15-10            | Esperia - Helvia Recina           | 2-3 | 25-15, 14-25, 19-25, 25-21, 12-15 |
| 15-10            | Vallecamonica Sebino - Offanengo  | 3-2 | 16-25, 25-21, 21-25, 25-19, 15-9  |

| Terza giornata |                                        |     |                                   |
|                |                                        |     |                                   |
| 22-10          | Helvia Recina - Mondovì                | 3-2 | 20-25, 21-25, 25-18, 25-22, 17-15 |
| 22-10          | Montecchio Maggiore - Adolfo Consolini | 3-2 | 25-21, 21-25, 26-24, 15-25, 15-10 |
| 22-10          | Hermaea - Esperia                      | 0-3 | 23-25, 20-25, 22-25               |
| 22-10          | Offanengo - Lecco Picco                | 3-0 | 25-19, 26-24, 25-20               |
| 21-10          | Melendugno - Vallecamonica Sebino      | 3-1 | 20-25, 25-18, 25-19, 25-16        |

| Quarta giornata |                                |     |                            |
|                 |                                |     |                            |
| 29-10           | Mondovì - Montecchio Maggiore  | 1-3 | 25-20, 24-26, 17-25, 23-25 |
| 29-10           | Esperia - Adolfo Consolini     | 1-3 | 25-22, 24-26, 16-25, 23-25 |
| 29-10           | Lecco Picco - Melendugno       | 3-1 | 22-25, 29-27, 25-21, 25-11 |
| 29-10           | Offanengo - Helvia Recina      | 1-3 | 22-25, 25-20, 16-25, 14-25 |
| 29-10           | Vallecamonica Sebino - Hermaea | 3-0 | 25-20, 25-23, 25-15        |

| Quinta giornata |                                            |     |                            |
|                 |                                            |     |                            |
| 01-11           | Helvia Recina - Lecco Picco                | 3-0 | 25-21, 25-19, 25-21        |
| 01-11           | Adolfo Consolini - Melendugno              | 3-1 | 25-23, 25-19, 22-25, 25-11 |
| 01-11           | Montecchio Maggiore - Vallecamonica Sebino | 3-1 | 25-21, 16-25, 25-22, 25-23 |
| 01-11           | Mondovì - Esperia                          | 0-3 | 26-28, 23-25, 21-25        |
| 01-11           | Hermaea - Offanengo                        | 3-1 | 25-18, 25-23, 22-25, 25-14 |

| Sesta giornata |                                  |     |                                   |
|                |                                  |     |                                   |
| 05-11          | Adolfo Consolini - Helvia Recina | 1-3 | 25-21, 23-25, 19-25, 17-25        |
| 05-11          | Lecco Picco - Hermaea            | 3-2 | 25-22, 21-25, 23-25, 25-19, 17-15 |
| 05-11          | Offanengo - Esperia              | 1-3 | 25-18, 20-25, 15-25, 22-25        |
| 05-11          | Melendugno - Montecchio Maggiore | 1-3 | 22-25, 21-25, 25-22, 17-25        |
| 05-11          | Vallecamonica Sebino - Mondovì   | 2-3 | 19-25, 25-20, 25-14, 20-25, 10-15 |

| Settima giornata |                                      |     |                                   |
|                  |                                      |     |                                   |
| 12-11            | Helvia Recina - Vallecamonica Sebino | 3-0 | 25-19, 25-21, 25-22               |
| 12-11            | Montecchio Maggiore - Offanengo      | 3-0 | 25-23, 25-19, 25-21               |
| 12-11            | Mondovì - Adolfo Consolini           | 3-0 | 25-23, 25-20, 27-25               |
| 12-11            | Hermaea - Melendugno                 | 3-2 | 32-30, 21-25, 19-25, 25-18, 15-13 |
| 11-11            | Esperia - Lecco Picco                | 3-1 | 25-13, 16-25, 25-20, 25-22        |

| Ottava giornata |                                |     |                                   |
|                 |                                |     |                                   |
| 19-11           | Adolfo Consolini - Lecco Picco | 3-0 | 25-22, 25-13, 25-15               |
| 19-11           | Mondovì - Offanengo            | 3-2 | 23-25, 25-22, 26-24, 23-25, 15-13 |
| 18-11           | Hermaea - Montecchio Maggiore  | 3-1 | 27-29, 25-17, 25-22, 25-23        |
| 18-11           | Esperia - Vallecamonica Sebino | 3-1 | 25-18, 21-25, 25-22, 26-24        |
| 19-11           | Melendugno - Helvia Recina     | 0-3 | 23-25, 23-25, 21-25               |

| Nona giornata |                                         |     |                                   |
|               |                                         |     |                                   |
| 22-11         | Helvia Recina - Hermaea                 | 3-0 | 25-16, 25-21, 25-13               |
| 22-11         | Montecchio Maggiore - Esperia           | 3-2 | 11-25, 25-20, 19-25, 25-22, 15-10 |
| 22-11         | Lecco Picco - Mondovì                   | 3-2 | 23-25, 25-20, 25-23, 23-25, 15-13 |
| 22-11         | Offanengo - Melendugno                  | 3-2 | 22-25, 21-25, 25-14, 25-21, 15-12 |
| 22-11         | Vallecamonica Sebino - Adolfo Consolini | 0-3 | 20-25, 29-31, 18-25               |

| Decima giornata |                                     |     |                            |
|                 |                                     |     |                            |
| 26-11           | Montecchio Maggiore - Helvia Recina | 1-3 | 23-25, 31-33, 25-22, 23-25 |
| 26-11           | Mondovì - Hermaea                   | 3-0 | 25-15, 25-15, 25-13        |
| 26-11           | Vallecamonica Sebino - Lecco Picco  | 1-3 | 25-21, 27-29, 14-25, 22-25 |
| 26-11           | Adolfo Consolini - Offanengo        | 3-0 | 25-17, 25-18, 25-17        |
| 26-11           | Esperia - Melendugno                | 3-1 | 25-20, 20-25, 25-13, 25-14 |

| Undicesima giornata |                                   |     |                            |
|                     |                                   |     |                            |
| 03-12               | Hermaea - Adolfo Consolini        | 1-3 | 13-25, 25-22, 17-25, 23-25 |
| 03-12               | Lecco Picco - Montecchio Maggiore | 1-3 | 19-25, 25-23, 21-25, 17-25 |
| 03-12               | Melendugno - Mondovì              | 3-0 | 26-24, 25-22, 25-14        |
| 03-12               | Helvia Recina - Esperia           | 3-1 | 25-19, 23-25, 25-11, 25-19 |
| 03-12               | Offanengo - Vallecamonica Sebino  | 3-0 | 25-18, 25-19, 25-22        |

| Dodicesima giornata |                                        |     |                                   |
|                     |                                        |     |                                   |
| 10-12               | Mondovì - Helvia Recina                | 2-3 | 27-25, 20-25, 23-25, 25-23, 13-15 |
| 10-12               | Adolfo Consolini - Montecchio Maggiore | 2-3 | 26-24, 25-22, 23-25, 24-26, 8-15  |
| 09-12               | Esperia - Hermaea                      | 3-1 | 25-14, 20-25, 25-18, 25-12        |
| 10-12               | Lecco Picco - Offanengo                | 1-3 | 17-25, 25-21, 16-25, 22-25        |
| 10-12               | Vallecamonica Sebino - Melendugno      | 0-3 | 26-28, 17-25, 16-25               |

| Tredicesima giornata |                                |     |                                   |
|                      |                                |     |                                   |
| 17-12                | Montecchio Maggiore - Mondovì  | 3-2 | 17-25, 25-21, 15-25, 25-19, 16-14 |
| 17-12                | Adolfo Consolini - Esperia     | 0-3 | 27-29, 25-27, 20-25               |
| 17-12                | Melendugno - Lecco Picco       | 3-1 | 26-24, 25-23, 18-25, 25-19        |
| 16-12                | Helvia Recina - Offanengo      | 0-3 | 19-25, 22-25, 24-26               |
| 17-12                | Hermaea - Vallecamonica Sebino | 2-3 | 25-20, 25-23, 21-25, 22-25, 12-15 |

| Quattordicesima giornata |                                            |     |                                   |
|                          |                                            |     |                                   |
| 23-12                    | Lecco Picco - Helvia Recina                | 2-3 | 27-25, 21-25, 25-18, 11-25, 6-15  |
| 23-12                    | Melendugno - Adolfo Consolini              | 2-3 | 24-26, 25-19, 26-24, 28-30, 13-15 |
| 23-12                    | Vallecamonica Sebino - Montecchio Maggiore | 1-3 | 18-25, 25-20, 20-25, 22-25        |
| 23-12                    | Esperia - Mondovì                          | 3-0 | 25-22, 25-19, 25-20               |
| 23-12                    | Offanengo - Hermaea                        | 3-1 | 25-16, 17-25, 25-14, 25-17        |

| Quindicesima giornata |                                  |     |                                   |
|                       |                                  |     |                                   |
| 26-12                 | Helvia Recina - Adolfo Consolini | 3-0 | 25-15, 25-13, 25-21               |
| 28-12                 | Hermaea - Lecco Picco            | 2-3 | 25-23, 19-25, 25-22, 25-27, 13-15 |
| 26-12                 | Esperia - Offanengo              | 3-0 | 25-17, 32-30, 25-20               |
| 26-12                 | Montecchio Maggiore - Melendugno | 3-2 | 21-25, 25-23, 23-25, 25-16, 15-8  |
| 26-12                 | Mondovì - Vallecamonica Sebino   | 3-1 | 25-19, 16-25, 25-19, 25-21        |

| Sedicesima giornata |                                      |     |                                   |
|                     |                                      |     |                                   |
| 07-01               | Vallecamonica Sebino - Helvia Recina | 1-3 | 23-25, 26-24, 18-25, 21-25        |
| 07-01               | Offanengo - Montecchio Maggiore      | 2-3 | 30-28, 28-30, 25-23, 22-25, 11-15 |
| 07-01               | Adolfo Consolini - Mondovì           | 1-3 | 20-25, 18-25, 25-22, 20-25        |
| 07-01               | Melendugno - Hermaea                 | 3-0 | 25-10, 25-20, 25-18               |
| 07-01               | Lecco Picco - Esperia                | 2-3 | 26-24, 28-26, 16-25, 25-27, 10-15 |

| Diciassettesima giornata |                                |     |                            |
|                          |                                |     |                            |
| 14-01                    | Lecco Picco - Adolfo Consolini | 1-3 | 25-20, 18-25, 18-25, 18-25 |
| 14-01                    | Offanengo - Mondovì            | 1-3 | 25-21, 26-28, 16-25, 22-25 |
| 14-01                    | Montecchio Maggiore - Hermaea  | 0-3 | 23-25, 21-25, 19-25        |
| 14-01                    | Vallecamonica Sebino - Esperia | 1-3 | 22-25, 25-23, 21-25, 15-25 |
| 14-01                    | Helvia Recina - Melendugno     | 3-1 | 25-18, 20-25, 25-21, 25-20 |

| Diciottesima giornata |                                         |     |                            |
|                       |                                         |     |                            |
| 21-01                 | Hermaea - Helvia Recina                 | 1-3 | 25-23, 23-25, 15-25, 16-25 |
| 21-01                 | Esperia - Montecchio Maggiore           | 3-1 | 25-15, 20-25, 25-16, 25-15 |
| 21-01                 | Mondovì - Lecco Picco                   | 3-1 | 21-25, 25-15, 25-19, 25-23 |
| 21-01                 | Melendugno - Offanengo                  | 1-3 | 30-32, 22-25, 25-8, 23-25  |
| 21-01                 | Adolfo Consolini - Vallecamonica Sebino | 3-0 | 25-18, 25-12, 25-14        |

##### Classifica
| Pos. | Squadra              | Pt | G  | V  | P  | SV | SP | Ratio | PF    | PS    | Ratio |
| ---- | -------------------- | -- | -- | -- | -- | -- | -- | ----- | ----- | ----- | ----- |
| 1.   | Helvia Recina        | 44 | 18 | 16 | 2  | 49 | 21 | 2,333 | 1 655 | 1 449 | 1,142 |
| 2.   | Esperia              | 43 | 18 | 14 | 4  | 48 | 22 | 2,182 | 1 631 | 1 452 | 1,123 |
| 3.   | Montecchio Maggiore  | 35 | 18 | 14 | 4  | 45 | 32 | 1,406 | 1 719 | 1 697 | 1,013 |
| 4.   | Adolfo Consolini     | 34 | 18 | 11 | 7  | 39 | 28 | 1,393 | 1 544 | 1 425 | 1,084 |
| 5.   | Mondovì              | 31 | 18 | 10 | 8  | 39 | 35 | 1,114 | 1 653 | 1 596 | 1,036 |
| 6.   | Offanengo            | 23 | 18 | 7  | 11 | 32 | 38 | 0,842 | 1 533 | 1 582 | 0,969 |
| 7.   | Melendugno           | 19 | 18 | 5  | 13 | 31 | 41 | 0,756 | 1 573 | 1 627 | 0,967 |
| 8.   | Lecco Picco          | 16 | 18 | 5  | 13 | 29 | 47 | 0,617 | 1 599 | 1 721 | 0,929 |
| 9.   | Hermaea              | 15 | 18 | 4  | 14 | 24 | 46 | 0,522 | 1 407 | 1 614 | 0,872 |
| 10.  | Vallecamonica Sebino | 10 | 18 | 4  | 14 | 22 | 48 | 0,458 | 1 465 | 1 616 | 0,907 |

      Qualificata alla pool promozione.
      Qualificata alla pool salvezza.

### Pool promozione

#### Risultati
| Prima giornata |                                       |     |                                   |
|                |                                       |     |                                   |
| 28-01          | Wealth Planet Perugia - Helvia Recina | 3-1 | 25-21, 25-12, 24-26, 25-19        |
| 28-01          | Adolfo Consolini - Futura Giovani     | 3-2 | 18-25, 25-18, 22-25, 25-14, 15-13 |
| 28-01          | Mondovì - Alba                        | 0-3 | 20-25, 19-25, 22-25               |
| 27-01          | Talmassons - Esperia                  | 3-2 | 25-22, 25-20, 23-25, 21-25, 19-17 |
| 28-01          | Sant'Anna - Montecchio Maggiore       | 3-1 | 25-15, 19-25, 25-14, 25-8         |

| Seconda giornata |                                             |     |                            |
|                  |                                             |     |                            |
| 03-02            | Esperia - Sant'Anna                         | 1-3 | 25-22, 20-25, 11-25, 22-25 |
| 04-02            | Futura Giovani - Mondovì                    | 3-1 | 25-19, 20-25, 25-21, 25-19 |
| 04-02            | Alba - Adolfo Consolini                     | 3-1 | 25-27, 25-21, 25-20, 25-21 |
| 04-02            | Helvia Recina - Talmassons                  | 0-3 | 21-25, 15-25, 21-25        |
| 04-02            | Montecchio Maggiore - Wealth Planet Perugia | 0-3 | 20-25, 16-25, 22-25        |

| Terza giornata |                                      |     |                                   |
|                |                                      |     |                                   |
| 10-02          | Wealth Planet Perugia - Esperia      | 3-0 | 25-15, 25-23, 25-21               |
| 09-02          | Montecchio Maggiore - Futura Giovani | 0-3 | 21-25, 23-25, 26-28               |
| 10-02          | Helvia Recina - Alba                 | 3-2 | 25-27, 25-17, 25-23, 17-25, 16-14 |
| 11-02          | Adolfo Consolini - Sant'Anna         | 3-0 | 25-16, 25-22, 25-15               |
| 10-02          | Mondovì - Talmassons                 | 3-2 | 23-25, 27-25, 25-16, 24-26, 17-15 |

| Quarta giornata |                                 |     |                                  |
|                 |                                 |     |                                  |
| 14-02           | Wealth Planet Perugia - Mondovì | 3-1 | 25-20, 25-27, 25-18, 25-22       |
| 14-02           | Futura Giovani - Esperia        | 3-0 | 25-12, 25-23, 25-19              |
| 14-02           | Alba - Montecchio Maggiore      | 3-1 | 23-25, 25-10, 25-23, 25-11       |
| 14-02           | Sant'Anna - Helvia Recina       | 3-1 | 25-12, 17-25, 28-26, 25-19       |
| 14-02           | Talmassons - Adolfo Consolini   | 2-3 | 25-20, 23-25, 25-21, 23-25, 5-15 |

| Quinta giornata |                                          |     |                                   |
|                 |                                          |     |                                   |
| 25-02           | Adolfo Consolini - Wealth Planet Perugia | 3-0 | 25-22, 25-17, 25-16               |
| 25-02           | Helvia Recina - Futura Giovani           | 3-2 | 25-17, 25-22, 19-25, 17-25, 15-11 |
| 25-02           | Esperia - Alba                           | 2-3 | 20-25, 19-25, 30-28, 25-23, 14-16 |
| 25-02           | Montecchio Maggiore - Talmassons         | 0-3 | 21-25, 21-25, 20-25               |
| 25-02           | Mondovì - Sant'Anna                      | 3-2 | 25-22, 15-25, 20-25, 28-26, 15-13 |

| Sesta giornata |                                       |     |                                   |
|                |                                       |     |                                   |
| 03-03          | Helvia Recina - Wealth Planet Perugia | 2-3 | 11-25, 25-21, 25-19, 21-25, 11-15 |
| 02-03          | Futura Giovani - Adolfo Consolini     | 3-1 | 25-22, 23-25, 25-15, 25-21        |
| 02-03          | Alba - Mondovì                        | 2-3 | 25-23, 25-15, 17-25, 12-25, 10-15 |
| 02-03          | Esperia - Talmassons                  | 1-3 | 14-25, 29-27, 23-25, 19-25        |
| 03-03          | Montecchio Maggiore - Sant'Anna       | 0-3 | 12-25, 16-25, 22-25               |

| Settima giornata |                                             |     |                            |
|                  |                                             |     |                            |
| 10-03            | Sant'Anna - Esperia                         | 3-0 | 25-19, 25-19, 25-19        |
| 10-03            | Mondovì - Futura Giovani                    | 3-1 | 25-20, 21-25, 25-22, 25-22 |
| 10-03            | Adolfo Consolini - Alba                     | 0-3 | 22-25, 21-25, 20-25        |
| 10-03            | Talmassons - Helvia Recina                  | 3-0 | 25-23, 25-19, 25-20        |
| 10-03            | Wealth Planet Perugia - Montecchio Maggiore | 3-1 | 26-24, 25-20, 22-25, 25-19 |

| Ottava giornata |                                      |     |                            |
|                 |                                      |     |                            |
| 17-03           | Esperia - Wealth Planet Perugia      | 0-3 | 20-25, 11-25, 17-25        |
| 18-03           | Futura Giovani - Montecchio Maggiore | 3-1 | 25-20, 27-25, 22-25, 25-21 |
| 16-03           | Alba - Helvia Recina                 | 0-3 | 26-28, 20-25, 17-25        |
| 17-03           | Sant'Anna - Adolfo Consolini         | 3-0 | 25-16, 25-23, 25-22        |
| 17-03           | Talmassons - Mondovì                 | 3-1 | 25-15, 25-16, 21-25, 25-20 |

| Nona giornata |                                 |     |                                  |
|               |                                 |     |                                  |
| 24-03         | Mondovì - Wealth Planet Perugia | 3-0 | 25-12, 25-22, 25-13              |
| 23-03         | Esperia - Futura Giovani        | 3-2 | 20-25, 25-21, 16-25, 26-24, 15-9 |
| 24-03         | Montecchio Maggiore - Alba      | 1-3 | 21-25, 19-25, 25-21, 23-25       |
| 24-03         | Helvia Recina - Sant'Anna       | 3-1 | 25-13, 25-20, 22-25, 25-22       |
| 24-03         | Adolfo Consolini - Talmassons   | 2-3 | 25-21, 22-25, 20-25, 25-18, 9-15 |

| Decima giornata |                                          |     |                                   |
|                 |                                          |     |                                   |
| 29-03           | Wealth Planet Perugia - Adolfo Consolini | 3-0 | 25-17, 25-20, 25-20               |
| 29-03           | Futura Giovani - Helvia Recina           | 3-1 | 25-16, 16-25, 25-18, 25-14        |
| 30-03           | Alba - Esperia                           | 3-0 | 25-19, 25-14, 25-14               |
| 30-03           | Talmassons - Montecchio Maggiore         | 2-3 | 25-17, 21-25, 25-21, 20-25, 12-15 |
| 30-03           | Sant'Anna - Mondovì                      | 0-3 | 23-25, 24-26, 21-25               |

#### Classifica
| Pos. | Squadra               | Pt | G  | V  | P  | SV | SP | Ratio | PF    | PS    | Ratio |
| ---- | --------------------- | -- | -- | -- | -- | -- | -- | ----- | ----- | ----- | ----- |
| 1.   | Wealth Planet Perugia | 72 | 28 | 25 | 3  | 75 | 20 | 3,750 | 2 263 | 1 869 | 1,211 |
| 2.   | Futura Giovani        | 66 | 28 | 21 | 7  | 73 | 30 | 2,433 | 2 399 | 2 101 | 1,142 |
| 3.   | Sant'Anna             | 59 | 28 | 20 | 8  | 66 | 35 | 1,886 | 2 303 | 2 076 | 1,109 |
| 4.   | Talmassons            | 56 | 28 | 19 | 9  | 67 | 43 | 1,558 | 2 475 | 2 304 | 1,074 |
| 5.   | Helvia Recina         | 55 | 28 | 20 | 8  | 66 | 44 | 1,500 | 2 484 | 2 338 | 1,062 |
| 6.   | Alba                  | 52 | 28 | 17 | 11 | 58 | 41 | 1,415 | 2 269 | 2 104 | 1,078 |
| 7.   | Esperia               | 47 | 28 | 15 | 13 | 57 | 51 | 1,118 | 2 378 | 2 360 | 1,008 |
| 8.   | Mondovì               | 46 | 28 | 16 | 12 | 60 | 54 | 1,111 | 2 530 | 2 473 | 1,023 |
| 9.   | Adolfo Consolini      | 45 | 28 | 15 | 13 | 55 | 50 | 1,100 | 2 359 | 2 256 | 1,046 |
| 10.  | Montecchio Maggiore   | 37 | 28 | 15 | 13 | 53 | 61 | 0,869 | 2 460 | 2 588 | 0,951 |

      Promossa in Serie A1.
      Qualificata ai play-off promozione.

### Play-off promozione

#### Tabellone
|  | Semifinali | Semifinali     | Semifinali | Semifinali | Semifinali |   |                | Finale | Finale | Finale | Finale | Finale |  |
|  |            |                |            |            |            |   |                |        |        |        |        |        |  |
|  | 2          | Futura Giovani | 3          | 3          |            |   |                |        |        |        |        |        |  |
|  | 2          | Futura Giovani | 3          | 3          |            |   |                |        |        |        |        |        |  |
|  | 5          | Helvia Recina  | 2          | 0          |            |   |                |        |        |        |        |        |  |
|  | 5          | Helvia Recina  | 2          | 0          |            | 2 | Futura Giovani | 0      | 0      |        |        |        |  |
|  |            |                |            |            |            | 2 | Futura Giovani | 0      | 0      |        |        |        |  |
|  |            |                | 4          | Talmassons | 3          | 3 |                |        |        |        |        |        |  |
|  | 3          | Sant'Anna      | 4          | Talmassons | 3          | 3 | 2              | 3      | 0      |        |        |        |  |
|  | 3          | Sant'Anna      |            |            |            |   |                |        |        |        |        |        |  |
|  | 4          | Talmassons     | 3          | 1          | 3          |   |                |        |        |        |        |        |  |

#### Risultati

##### Semifinali
| Gara 1 |                                |     |                                   |
|        |                                |     |                                   |
| 06-04  | Futura Giovani - Helvia Recina | 3-2 | 25-16, 25-23, 17-25, 14-25, 15-12 |
| 07-04  | Sant'Anna - Talmassons         | 2-3 | 25-21, 25-15, 23-25, 25-27, 13-15 |

| Gara 2 |                                |     |                            |
|        |                                |     |                            |
| 10-04  | Helvia Recina - Futura Giovani | 0-3 | 16-25, 18-25, 10-25        |
| 10-04  | Talmassons - Sant'Anna         | 1-3 | 25-19, 23-25, 23-25, 21-25 |

| Gara 3 |                        |     |                     |
|        |                        |     |                     |
| 14-04  | Sant'Anna - Talmassons | 0-3 | 19-25, 23-25, 17-25 |

##### Finale
| Gara 1 |                             |     |                     |
|        |                             |     |                     |
| 20-04  | Futura Giovani - Talmassons | 0-3 | 23-25, 20-25, 17-25 |

| Gara 2 |                             |     |                     |
|        |                             |     |                     |
| 25-04  | Talmassons - Futura Giovani | 3-0 | 31-29, 25-20, 25-17 |

### Pool salvezza

#### Risultati
| Prima giornata |                                            |     |                                   |
|                |                                            |     |                                   |
| 27-01          | Millenium Brescia - Hermaea                | 3-1 | 21-25, 25-19, 25-11, 25-21        |
| 28-01          | Offanengo - Bologna                        | 3-0 | 25-15, 25-19, 28-26               |
| 28-01          | Vallecamonica Sebino - Beach World Pescara | 3-1 | 22-25, 25-21, 25-14, 25-17        |
| 28-01          | Lecco Picco - Fratte                       | 3-0 | 25-22, 25-21, 25-19               |
| 28-01          | Soverato - Melendugno                      | 3-2 | 19-25, 19-25, 28-26, 25-20, 15-13 |

| Seconda giornata |                                   |     |                                   |
|                  |                                   |     |                                   |
| 04-02            | Melendugno - Millenium Brescia    | 1-3 | 22-25, 23-25, 25-14, 19-25        |
| 04-02            | Bologna - Vallecamonica Sebino    | 3-2 | 25-13, 22-25, 25-18, 26-28, 20-18 |
| 04-02            | Beach World Pescara - Lecco Picco | 0-3 | 21-25, 20-25, 18-25               |
| 04-02            | Hermaea - Soverato                | 2-3 | 25-27, 25-23, 23-25, 29-27, 13-15 |
| 04-02            | Fratte - Offanengo                | 3-2 | 17-25, 17-25, 25-22, 25-23, 15-13 |

| Terza giornata |                                          |     |                                  |
|                |                                          |     |                                  |
| 11-02          | Millenium Brescia - Vallecamonica Sebino | 3-0 | 25-13, 25-22, 25-15              |
| 11-02          | Lecco Picco - Bologna                    | 3-2 | 23-25, 25-18, 21-25, 25-20, 15-7 |
| 11-02          | Beach World Pescara - Hermaea            | 0-3 | 16-25, 22-25, 17-25              |
| 11-02          | Fratte - Melendugno                      | 1-3 | 21-25, 25-23, 21-25, 22-25       |
| 11-02          | Soverato - Offanengo                     | 0-3 | 18-25, 22-25, 26-28              |

| Quarta giornata |                                 |     |                            |
|                 |                                 |     |                            |
| 25-02           | Lecco Picco - Millenium Brescia | 3-1 | 28-26, 18-25, 25-23, 25-19 |
| 24-02           | Melendugno - Bologna            | 1-3 | 25-18, 22-25, 14-25, 21-25 |
| 25-02           | Vallecamonica Sebino - Soverato | 3-0 | 25-17, 25-23, 25-17        |
| 25-02           | Hermaea - Fratte                | 3-0 | 25-18, 25-17, 25-18        |
| 25-02           | Offanengo - Beach World Pescara | 3-0 | 25-14, 25-14, 25-15        |

| Quinta giornata |                                  |     |                            |
|                 |                                  |     |                            |
| 03-03           | Millenium Brescia - Offanengo    | 1-3 | 30-32, 25-12, 21-25, 16-25 |
| 03-03           | Bologna - Hermaea                | 1-3 | 21-25, 23-25, 25-23, 18-25 |
| 03-03           | Soverato - Lecco Picco           | 1-3 | 26-24, 24-26, 18-25, 27-29 |
| 03-03           | Fratte - Vallecamonica Sebino    | 3-1 | 25-16, 23-25, 25-11, 25-21 |
| 03-03           | Beach World Pescara - Melendugno | 0-3 | 8-25, 15-25, 16-25         |

| Sesta giornata |                                            |     |                                   |
|                |                                            |     |                                   |
| 10-03          | Hermaea - Millenium Brescia                | 1-3 | 12-25, 18-25, 25-15, 19-25        |
| 09-03          | Bologna - Offanengo                        | 0-3 | 23-25, 21-25, 23-25               |
| 10-03          | Beach World Pescara - Vallecamonica Sebino | 0-3 | 10-25, 12-25, 12-25               |
| 10-03          | Fratte - Lecco Picco                       | 2-3 | 25-16, 15-25, 21-25, 25-17, 12-15 |
| 10-03          | Melendugno - Soverato                      | 3-0 | 25-20, 25-19, 25-14               |

| Settima giornata |                                   |     |                                   |
|                  |                                   |     |                                   |
| 17-03            | Millenium Brescia - Melendugno    | 2-3 | 14-25, 25-21, 25-23, 20-25, 13-15 |
| 17-03            | Vallecamonica Sebino - Bologna    | 1-3 | 16-25, 21-25, 25-16, 23-25        |
| 17-03            | Lecco Picco - Beach World Pescara | 3-0 | 25-19, 25-16, 25-14               |
| 17-03            | Soverato - Hermaea                | 2-3 | 23-25, 25-23, 25-20, 13-25, 7-15  |
| 17-03            | Offanengo - Fratte                | 3-0 | 25-22, 25-21, 25-19               |

| Ottava giornata |                                          |     |                                   |
|                 |                                          |     |                                   |
| 24-03           | Vallecamonica Sebino - Millenium Brescia | 3-1 | 25-19, 26-28, 25-21, 25-17        |
| 24-03           | Bologna - Lecco Picco                    | 2-3 | 25-15, 12-25, 15-25, 25-23, 13-15 |
| 24-03           | Hermaea - Beach World Pescara            | 3-0 | 25-12, 25-9, 25-13                |
| 24-03           | Melendugno - Fratte                      | 2-3 | 25-14, 26-28, 25-17, 22-25, 13-15 |
| 24-03           | Offanengo - Soverato                     | 3-2 | 17-25, 25-16, 25-19, 23-25, 15-9  |

| Nona giornata |                                 |     |                                   |
|               |                                 |     |                                   |
| 30-03         | Millenium Brescia - Lecco Picco | 2-3 | 20-25, 25-20, 25-21, 17-25, 11-15 |
| 30-03         | Bologna - Melendugno            | 3-2 | 14-25, 25-20, 21-25, 25-22, 15-10 |
| 30-03         | Soverato - Vallecamonica Sebino | 3-1 | 28-26, 21-25, 25-12, 25-18        |
| 30-03         | Fratte - Hermaea                | 1-3 | 18-25, 25-21, 19-25, 14-25        |
| 30-03         | Beach World Pescara - Offanengo | 0-3 | 12-25, 11-25, 9-25                |

| Decima giornata |                                  |     |                            |
|                 |                                  |     |                            |
| 07-04           | Offanengo - Millenium Brescia    | 1-3 | 23-25, 24-26, 25-23, 15-25 |
| 07-04           | Hermaea - Bologna                | 3-0 | 25-15, 25-7, 25-17         |
| 07-04           | Lecco Picco - Soverato           | 3-0 | 25-18, 25-11, 25-16        |
| 07-04           | Vallecamonica Sebino - Fratte    | 1-3 | 22-25, 22-25, 25-22, 24-26 |
| 07-04           | Melendugno - Beach World Pescara | 3-0 | 25-17, 25-13, 25-16        |

#### Classifica
| Pos. | Squadra              | Pt | G  | V  | P  | SV | SP | Ratio | PF    | PS    | Ratio |
| ---- | -------------------- | -- | -- | -- | -- | -- | -- | ----- | ----- | ----- | ----- |
| 1.   | Offanengo            | 47 | 28 | 15 | 13 | 59 | 47 | 1,255 | 2 383 | 2 296 | 1,038 |
| 2.   | Millenium Brescia    | 43 | 28 | 13 | 15 | 54 | 54 | 1,000 | 2 339 | 2 339 | 1,000 |
| 3.   | Lecco Picco          | 42 | 28 | 15 | 13 | 59 | 57 | 1,035 | 2 515 | 2 505 | 1,004 |
| 4.   | Hermaea              | 36 | 28 | 11 | 17 | 49 | 59 | 0,831 | 2 274 | 2 354 | 0,966 |
| 5.   | Melendugno           | 36 | 28 | 10 | 18 | 54 | 59 | 0,915 | 2 498 | 2 438 | 1,025 |
| 6.   | Bologna              | 31 | 28 | 10 | 18 | 43 | 65 | 0,662 | 2 313 | 2 459 | 0,941 |
| 7.   | Soverato             | 24 | 28 | 8  | 20 | 35 | 69 | 0,507 | 2 161 | 2 412 | 0,896 |
| 8.   | Vallecamonica Sebino | 23 | 28 | 8  | 20 | 40 | 68 | 0,588 | 2 297 | 2 448 | 0,938 |
| 9.   | Fratte               | 22 | 28 | 7  | 21 | 32 | 72 | 0,444 | 2 105 | 2 398 | 0,878 |
| 10.  | Beach World Pescara  | 1  | 28 | 0  | 28 | 8  | 84 | 0,095 | 1 597 | 2 284 | 0,699 |

      Retrocessa in Serie B1.

## Statistiche
| Rendimento individuale | Rendimento individuale | Rendimento individuale | Rendimento individuale |
| Pos.                   | Nome                   | Punti                  | Squadra                |
| ---------------------- | ---------------------- | ---------------------- | ---------------------- |
| 1                      | Clara Decortes         | 559                    | Mondovì                |
| 2                      | Leah Hardeman          | 532                    | Talmassons             |
| 3                      | Kelsie Payne           | 515                    | Sant'Anna              |
| 4                      | Veronica Taborelli     | 483                    | Esperia                |
| 4                      | Elisa Zanette          | 483                    | Futura Giovani         |
| 6                      | Virginia Adriano       | 446                    | Hermaea                |
| 7                      | Serena Ortolani        | 437                    | Adolfo Consolini       |
| 8                      | Sara Bellia            | 419                    | Montecchio Maggiore    |
| 9                      | Lea Cvetnić            | 400                    | Futura Giovani         |
| 10                     | Alessia Arciprete      | 397                    | Montecchio Maggiore    |
| 10                     | Eva Zatkovič           | 397                    | Alba                   |

| Attacchi vincenti | Attacchi vincenti  | Attacchi vincenti | Attacchi vincenti     |
| Pos.              | Nome               | Punti             | Squadra               |
| ----------------- | ------------------ | ----------------- | --------------------- |
| 1                 | Clara Decortes     | 510               | Mondovì               |
| 2                 | Kelsie Payne       | 458               | Sant'Anna             |
| 3                 | Leah Hardeman      | 453               | Talmassons            |
| 4                 | Elisa Zanette      | 422               | Futura Giovani        |
| 5                 | Veronica Taborelli | 415               | Esperia               |
| 6                 | Serena Ortolani    | 397               | Adolfo Consolini      |
| 7                 | Virginia Adriano   | 395               | Hermaea               |
| 8                 | Ivonne Montaño     | 350               | Wealth Planet Perugia |
| 9                 | Sara Bellia        | 347               | Montecchio Maggiore   |
| 9                 | Lea Cvetnić        | 347               | Futura Giovani        |

| Muri vincenti | Muri vincenti       | Muri vincenti | Muri vincenti         |
| Pos.          | Nome                | Punti         | Squadra               |
| ------------- | ------------------- | ------------- | --------------------- |
| 1             | Katja Eckl          | 117           | Talmassons            |
| 2             | Veronica Costantini | 106           | Talmassons            |
| 3             | Alexandra Botezat   | 95            | Montecchio Maggiore   |
| 4             | Melissa Martinelli  | 83            | Sant'Anna             |
| 5             | Camilla Neriotti    | 82            | Bologna               |
| 6             | Benedetta Bartolini | 79            | Wealth Planet Perugia |
| 7             | Alice Farina        | 77            | Mondovì               |
| 7             | Matilde Munarini    | 77            | Esperia               |
| 9             | Islam Gannar        | 76            | Hermaea               |
| 9             | Denise Meli         | 76            | Alba                  |

| Battute vincenti | Battute vincenti   | Battute vincenti | Battute vincenti      |
| Pos.             | Nome               | Punti            | Squadra               |
| ---------------- | ------------------ | ---------------- | --------------------- |
| 1                | Sara Bellia        | 46               | Montecchio Maggiore   |
| 2                | Veronica Taborelli | 41               | Esperia               |
| 3                | Francesca Volpin   | 37               | Fratte                |
| 4                | Alessia Bolzonetti | 36               | Helvia Recina         |
| 5                | Alessia Arciprete  | 35               | Montecchio Maggiore   |
| 6                | Dayana Kosareva    | 34               | Wealth Planet Perugia |
| 7                | Alice Pamio        | 33               | Millenium Brescia     |
| 8                | Alessia Populini   | 32               | Talmassons            |
| 9                | Lea Cvetnić        | 31               | Futura Giovani        |
| 9                | Alice Nardo        | 31               | Adolfo Consolini      |